# Łężkowice
Łężkowice is een plaats in het Poolse district Wielicki, woiwodschap Klein-Polen. De plaats maakt deel uit van de gemeente Kłaj en telt 340 inwoners.